# Ruda (gromada w powiecie grajewskim)
Ruda – dawna gromada, czyli najmniejsza jednostka podziału terytorialnego Polskiej Rzeczypospolitej Ludowej w latach 1954–1972.
Gromady, z gromadzkimi radami narodowymi (GRN) jako organami władzy najniższego stopnia na wsi, funkcjonowały od reformy reorganizującej administrację wiejską przeprowadzonej jesienią 1954 do momentu ich zniesienia z dniem 1 stycznia 1973, tym samym wypierając organizację gminną w latach 1954–1972.
Gromadę Ruda z siedzibą GRN w Rudzie utworzono – jako jedną z 8759 gromad – w powiecie grajewskim w woj. białostockim, na mocy uchwały nr 15/V WRN w Białymstoku z dnia 4 października 1954. W skład jednostki weszły obszary dotychczasowych gromad Ruda, Sojczyn Borowy i Sojczyn Grądowy ze zniesionej gminy Ruda oraz Kacprowo ze zniesionej gminy Bogusze w tymże powiecie. Dla gromady ustalono 12 członków gromadzkiej rady narodowej.
31 grudnia 1959 do gromady Ruda przyłączono wieś Okół ze zniesionej gromady Modzele oraz wsie Przechody i Kapice oraz przysiółki Dąbiec i Kownaty ze zniesionej gromady Przechody.
Gromada przetrwała do końca 1972 roku, czyli do kolejnej reformy gminnej.